# Carsten Streb

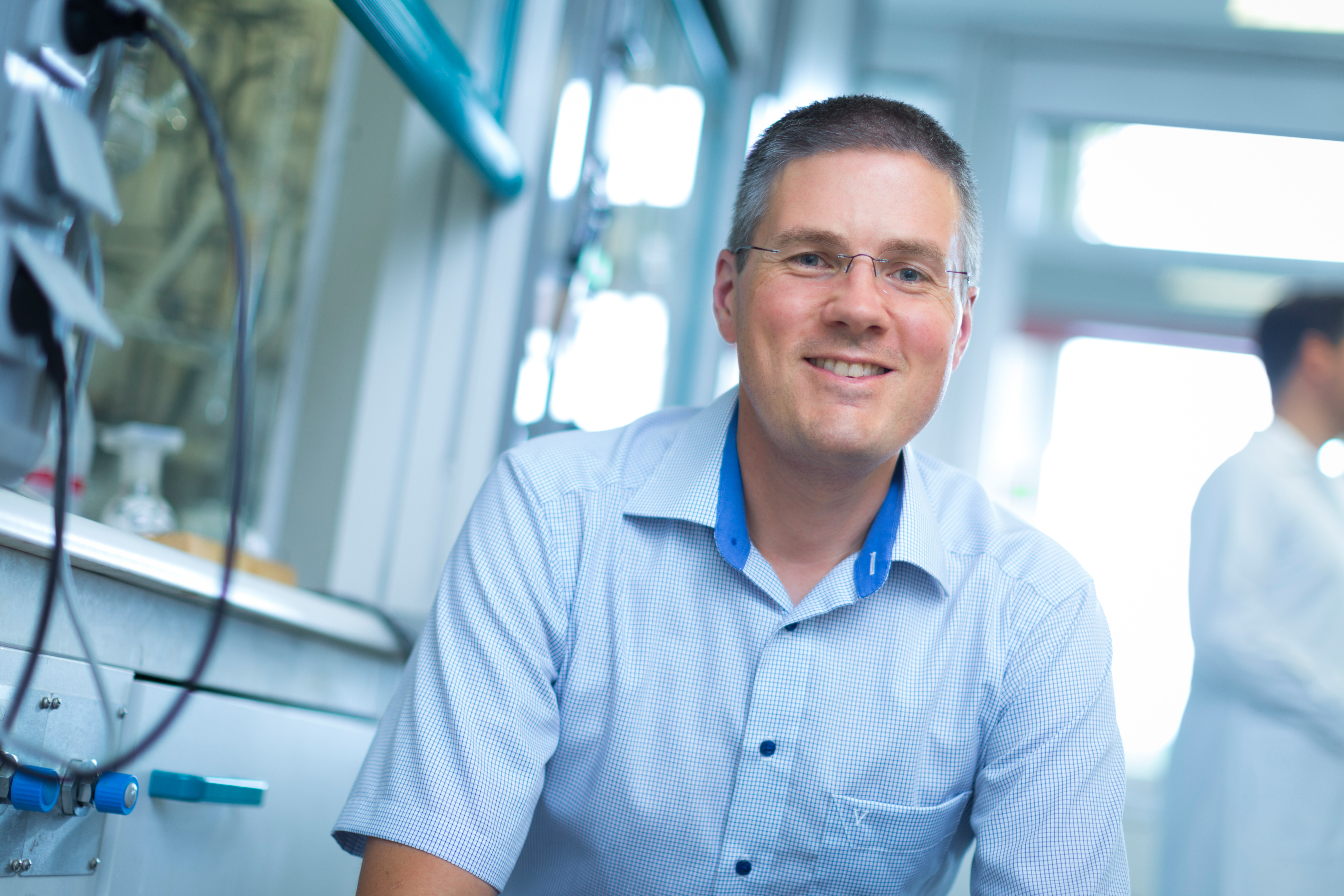
Carsten Streb (2017)

Carsten Streb (* 24. April 1979 in Pirmasens) ist ein deutscher Chemiker und Hochschullehrer.

## Leben
Streb wuchs in Münchweiler an der Rodalb auf und besuchte bis zum Abitur (1998) das Leibniz-Gymnasium Pirmasens. Er studierte von 1999 bis 2004 Chemie an der Technischen Universität Kaiserslautern. Das Promotionsstudium erfolgte von 2005 bis 2007 an der Universität Glasgow unter Leitung von Lee Cronin und wurde 2008 mit einer Dissertation zum Thema „Functional polyoxometalate assemblies – From host-guest complexes to porous frameworks“ abgeschlossen. Nach einem Postdoc-Aufenthalt von 2008 bis 2009 in Glasgow habilitierte sich Streb 2013 in anorganischer Chemie an der Friedrich-Alexander-Universität Erlangen-Nürnberg. Von 2013 bis 2022 war er Professor für anorganische Chemie an der Universität Ulm, zunächst als Associate Professor und ab 2018 als Full Professor und als Principal Investigator am Helmholtz-Institut Ulm. Seit April 2022 ist Carsten Streb Professor für anorganische Chemie an der Johannes-Gutenberg-Universität Mainz (JGU Mainz) und wurde dort als Fellow in das Gutenberg Forschungskolleg aufgenommen. Seit 2023 ist er Teil der Geschäftsleitung des Department Chemie an der JGU Mainz.

## Forschung
Die Forschungsgruppe um Streb befasst sich mit der Entwicklung neuer molekularer Metalloxid-Cluster, den Polyoxometallaten, die bei der Umwandlung von Solarenergie, bei der Elektrokatalyse oder für neuartige Hochleistungsbatterien verwendet werden können. Ein weiteres Forschungsthema ist die Entwicklung hybrider organisch-anorganischer Verbundwerkstoffe mit antiviralen und antibakteriellen Eigenschaften.

## Auszeichnungen
- 2005 Aldolf-Steinhofer-Preis[15]
- 2006 DECHEMA Studierendenpreis
- 2009 Liebig-Stipendium des Fonds der Chemischen Industrie[1]
- 2017 Fellow der Royal Society of Chemistry (FRSC)[16]
- 2017 Wissenschaftspreis der Stadt Ulm[14]
- 2018 President’s International Fellowship der Chinese Academy of Sciences (CAS)[1]
- 2020 ERC Consolidator Grant[17]
- 2020 Humboldt Scout der Alexander von Humboldt-Stiftung[18]
- 2022 Gutenberg Fellow des Gutenberg Forschungskolleg Mainz
- 2022 Global Call Winner, Technology and Engineering, Falling Walls Foundation Berlin[16]

## Publikationen (Auswahl)
- Yuanchun Ji, Lujiang Huang, Jun Hu, Carsten Streb, Yu-Fei Song: Polyoxometalate-functionalized nanocarbon materials for energy conversion, energy storage and sensor systems. In: Energy & Environmental Science. Band 8, Nr. 3, 2015, ISSN 1754-5706, S. 776–789, doi:10.1039/C4EE03749A.
- A. Vinu, Carsten Streb, V. Murugesan, Martin Hartmann: Adsorption of Cytochrome C on New Mesoporous Carbon Molecular Sieves. In: The Journal of Physical Chemistry B. Band 107, Nr. 33, 2003, S. 8297–8299, doi:10.1021/jp035246f.
- Scott G. Mitchell, Carsten Streb, Haralampos N. Miras, Thomas Boyd, De-Liang Long, Leroy Cronin: Face-directed self-assembly of an electronically active Archimedean polyoxometalate architecture. In: Nature Chemistry. Band 2, Nr. 4, 2010, S. 308–312, doi:10.1038/nchem.581.
- Carsten Streb: New trends in polyoxometalate photoredox chemistry: From photosensitisation to water oxidation catalysis. In: Dalton Transactions. Band 41, Nr. 6, 2012, S. 1651–1659, doi:10.1039/C1DT11220A.
- Haralampos N. Miras, Geoffrey J. T. Cooper, De-Liang Long, Hartmut Bögge, Achim Müller, Carsten Streb, Leroy Cronin: Unveiling the Transient Template in the Self-Assembly of a Molecular Oxide Nanowheel. In: Science. Band 327, Nr. 5961, 2010, S. 72–74, doi:10.1126/science.1181735.
- Sven Herrmann, Chris Ritchie, Carsten Streb: Polyoxometalate – conductive polymer composites for energy conversion, energy storage and nanostructured sensors. In: Dalton Transactions. Band 44, Nr. 16, 2015, S. 7092–7104, doi:10.1039/C4DT03763D.
- Dirk Ziegenbalg, Andrea Pannwitz, Sven Rau, Benjamin Dietzek‐Ivanšić, Carsten Streb: Vergleichende Evaluierung lichtgetriebener Katalyse: Ein Rahmenkonzept für das standardisierte Berichten von Daten**. In: Angewandte Chemie. Band 134, Nr. 28, 2022, doi:10.1002/ange.202114106.